# 田嶋英雄
田嶋 英雄（たじま ひでお、1935年10月12日-  ）は、日本の経営者。ミノルタ(現在のコニカミノルタ)社長、会長を務めた。創業者田嶋一雄の長男。

## 来歴・人物
兵庫県出身。1958年に慶應義塾大学法学部政治学科を卒業。田嶋商店での勤務を経て、1961年に千代田光学精工(のちのミノルタ)に転じ、1974年5月に取締役に就任し、1978年6月に常務、1980年6月に専務、1981年6月に副社長を経て、1982年6月に社長に就任。1993年4月に会長を経て、1999年6月に名誉顧問に就任。
1992年4月に藍綬褒章を受章。